# Escuela de Letras de Madrid
La Escuela de Letras de Madrid è stata la prima scuola di scrittura letteraria creata in Spagna. Venne fondata nel 1989 da Constantino Bértolo, Alejandro Gándara e Juan Carlos Suñén con l'appoggio della casa editrice Debate.
Oltre ai tre fondatori, altri professori importanti che hanno insegnato alla Escuela de Letras sono: Juan José Millás, Jesús Ferrero, Manuel Rico, José María Guelbenzu, Rosa Regàs e Antonio Muñoz Molina.

Venne diretta da Alejandro Gándara (oggi direttore della Escuela Contemporánea de Humanidades) tra il 1999 e il 2001 e dal poeta Juan Carlos Suñén fino alla fine del 2010, e chiuse definitivamente nel 2011.